# ローズマリー・ベレスフォード
ローズマリー・ベレスフォード（英語: Rosemary Beresford、 - 没年不明）は、アメリカ合衆国出身のフィギュアスケート選手（女子シングル）。1918年全米選手権優勝。

## 主な戦績
| 大会/年    | 1917-18 |
| ---------- | ------- |
| 全米選手権 | 1       |